# Park Jong-soo (taekwondoka)
Park Jong-soo (1941 – 27 november 2021) was een Zuid-Koreaans taekwondoka. 

## Biografie
Park Yong Soo nam in de jaren 1960 de leiding over de Haagse school Gyeong-rye over in een missie van Koreanen om de taekwondosport over de wereld te verspreiden. Hij had toen de 9e dan en onder zijn leerlingen bevonden zich Louis Pardoel, Bert Elia, Jan Koster en Wil Wagner. Voor hem was de leiding in Den Haag in handen geweest van Kwon Mo Gun die er binnen korte tijd mee was gestopt vanwege gezondheidsredenen. Hij maakte landelijk indruk tijdens een televisieprogramma met Mies Bouwman, waarin hij tijdens een sprong over negen personen een stapel planken brak. Ook toonde hij rivierkeien te kunnen breken met zijn handen, wat een novum was op de Nederlandse televisie.
Park vertrok in 1968 naar Canada en droeg de lessen over aan Bert Elia. Daar bevond zich in Toronto ook de oprichter van het moderne taekwondo, de Zuid-Koreaanse generaal en 9e dan taekwondoka Choi Hong-hi. In 1977 maakte hij een bezoek aan de sportschool Ko Dang Kwan in Paramaribo van zijn leerling Frank Doelwijt. Tijdens zijn bezoek examineerde hij tien nieuwe zwartebanders, onder wie Mirjam Burkhard als eerste vrouwelijke zwartebander van Suriname. Een team van Surinaamse taekwondoka's uit Suriname bezocht hem later voor training in Canada.